# Sinfonía n.º 72 (Haydn)

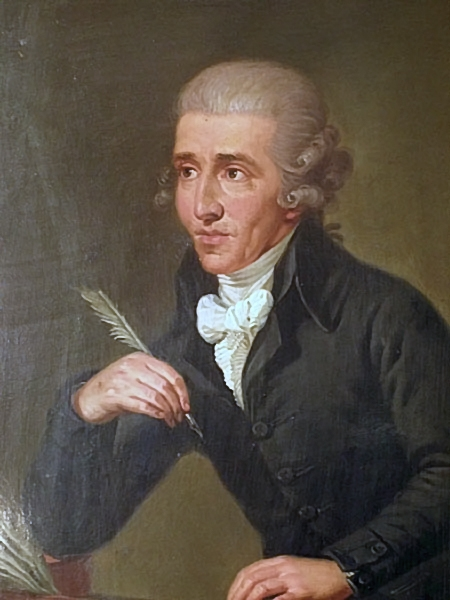
Haydn hacia 1770.

La Sinfonía n.º 72 en re mayor, Hob. I:72 fue compuesta por Joseph Haydn en algún momento entre 1763 y 1765.

## Historia
La producción sinfónica del maestro austríaco puede dividirse a grandes rasgos en tres bloques temporales: el primer bloque (1757-1761) se corresponde con su periodo al servicio del conde Carl von Morzin (n.º 1 - n.º 5); el segundo bloque en la corte Esterházy (1761-1790 pero con la última sinfonía para el público de Esterházy en 1781); y el tercer bloque (1782-1795) comprende las Sinfonías de París (n.º 82 - n.º 87) y las Sinfonías de Londres (n.º 93 - n.º 104). El 1 de mayo de 1761 el compositor firmó su contrato como vice-kapellmeister (más tarde kapellmeister) de la familia Esterházy, que nominalmente duró 48 años, hasta su muerte.
La composición de esta pieza se desarrolló en algún momento entre 1763 y 1765. La obra no está bien situada cronológicamente en el catálogo Hoboken, es decir, su numeración no se corresponde en absoluto con la fecha de composición que es muy anterior a la que su número sugiere.

## Instrumentación
La partitura está escrita para una orquesta formada por:
- Viento madera: 1 flauta, 2 oboes y 1 fagot.
- Viento metal: 4 trompas.
- Cuerda: una sección de cuerdas con 2 violines, viola, violonchelo y contrabajo.
- Teclado: clavecín como bajo continuo.

Es una de las pocas sinfonías del Clasicismo en contar con cuatro trompas en lugar de las dos habituales. En aquella época se solía emplear un fagot para amplificar la voz del bajo, incluso sin una notación separada. En cuanto a la participación del clavecín como bajo continuo en las sinfonías de Haydn existen diversas opiniones entre los estudiosos: James Webster se sitúa en contra; Hartmut Haenchen a favor; Jamie James en su artículo para The New York Times presenta diferentes posiciones por parte de Roy Goodman, Christopher Hogwood, H. C. Robbins Landon y James Webster. A partir de 2019 la mayor parte de las orquestas con instrumentos modernos no utiliza el clavecín como continuo. No obstante, existen grabaciones con clavecín en el bajo continuo realizadas por: Trevor Pinnock (Sturm und Drang Symphonies, Archiv, 1989-1990); Nikolaus Harnoncourt (n.º 6–8, Das Alte Werk, 1990); Sigiswald Kuijken (incluidas las Sinfonías de París y Londres; Virgin, 1988-1995); Roy Goodman (Ej. n.º 1-25, 70-78, 82-87; Hyperion, 2002).

## Estructura y análisis
La sinfonía consta de cuatro movimientos:
- I. Allegro, en re mayor 2
4
- II. Andante, en sol mayor 6
8
- III. Menuet – Trio, en re mayor 3
4
- IV. Finale. Andante 2
4 – Presto , en re menor 6
8

La interpretación de esta obra dura aproximadamente entre 25 y 30 minutos. Esta obra fusiona la refinada lógica de la forma sinfónica con el destello y el deslumbramiento de la virtuosa escritura para trompa. Se relaciona con la Sinfonía n.º 31 "Toque de trompa" debido a sus diversos solos de trompa y también está relacionada con las Sinfonías n.º 6, 7 y 8, pertenecientes a la "Trilogía del día", debido a los pasajes en estilo concertante para otros instrumentos.

### I.Allegro
El primer movimiento, Allegro, está escrito en la tonalidad de re mayor, en compás de 2/4 y sigue la forma sonata. A lo largo del movimiento las ideas temáticas principales se ven obligadas a compartir el escenario con las exhibiciones pirotécnicas de la sección de trompas, que parece ansiosa y dispuesta a interrumpir al resto del conjunto cada vez que siente que tiene algo nuevo que mostrar. El diálogo resultante entre las dos fuerzas es a la vez impresionante y humorístico.

### II.Andante
El segundo movimiento, Andante, está en sol mayor y en compás de 6/8. En el movimiento lento Haydn, siempre sensible a las necesidades prácticas de los intérpretes, permite que las trompas descansen. En su lugar es algo así como un concierto en miniatura para violín y flauta solistas.

### III.Menuet – Trio
El tercer movimiento, Menuet – Trio, está en re mayor y en compás de 3/4. El minueto está repleto de efectos de eco de trompa (las trompas III y IV imitan a las trompas I y II). Empieza y acaba con la misma frase en piano con el final como un eco. El trío destaca además por la completa exclusión de la sección de cuerda. Está orquestado para todos los vientos excepto la flauta.

### IV.Finale. Andante – Presto
El cuarto y último movimiento, Finale. Andante – Presto, retoma la tonalidad y el compás es 2/4 que en el Presto pasa a 6/8. El compositor se desmarca de la tradición de un rápido Finale y concluye esta innovadora sinfonía con un delicioso tema Andante con seis variaciones y una coda. Las variaciones presentan varios solos a ritmo de marcha acompañados por la cuerda, mientras que la importante sección de trompas no desempeña ningún papel especial. La estructura es la siguiente:
- Variación I: contiene un solo de flauta.
- Variación II: el solo es de violonchelo.
- Variación III: el solo es de violín.
- Variación IV: el solo es de contrabajo o violone. El uso de este instrumento como solista resulta sorprendente para la época.
- Variación V: está orquestada para oboe, dos trompas y cuerda.
- Variación VI: está escrita para flauta, oboe, fagot, cuatro trompas y cuerda.
- Coda: Haydn, imprevisible como siempre, cambia el tempo a un salvaje Presto y el compás a 6/8. No tiene relación con la música del tema y las variaciones. Al final del movimiento, permitiendo que la sinfonía termine con una bienvenida muestra de florido virtuosismo de la trompa.